# 任真慧
任真慧（1981年—），台灣作曲家。出生於高雄市，4歲起學習鋼琴，就讀信義國小音樂班及道明中學音樂班時，主修鋼琴、副修小提琴，亦曾修習二胡。進入高雄中學音樂班開始主修作曲，先後就讀國立中山大學音樂系（1999~2003），師事李子聲老師；以及台北藝術大學音樂系碩士班（2003~2005），師事潘皇龍教授。自2004年起加入成為亞洲作曲家聯盟暨中華民國作曲家協會，以及國際現代音樂協會台灣分會會員。
2003年8月獲選為台灣青年作曲家培訓計劃之學員，並創作室內樂曲《十六又四分之三個月亮》，翌年於十方樂集論壇首演。其室內樂作品《詩與死》、合唱作品《定風波》及鋼琴獨奏作品《夏夜河堤》分別獲得2004年教育部文藝創作獎音樂類（室內樂組、合唱與重唱祖、獨奏/唱組）各組獎項；絲竹四重奏作品《子夜醉歌》並獲2004年采風樂坊傳統樂器創作獎第三名。
就讀台北藝術大學期間，曾獲2004年關渡新聲，首演其古箏獨奏作品《沉思瞬間》；其學術論文《探討史克里亞賓的音樂理念與實踐──以鋼琴作品為例》刊登發表於關渡音樂學刊創刊號；2005年並獲頒碩博士獎學金。其小提琴協奏曲《東山之弦》獲2004年福爾摩沙作曲比賽協奏曲組第二名，此曲並獲選於2006年七月，ISCM世界現代音樂節中，由德國西南廣播交響樂團於司徒加特演出。2006年12月，其絲竹七重奏作品《古老靈魂的光譜》獲許常惠音樂創作獎傳統樂器類第三名；其室內樂作品《無垠之吟》與《...既無復山水之境》分別獲教育部文藝創作獎音樂作曲類2009年及2009年度優選。近年亦接受青韻合唱團、台北市立合唱團、小巨人絲竹樂團等委託創作。其作品曾於台灣、美國、德國、法國等地發表。
2006年考取教育部留學獎學金，翌年赴美於加州大學聖地牙哥分校音樂系博士班師事Cinary Ung，繼續攻讀作曲，已於2012年畢業。

## 作品
- 《江城子》 Jiang Cheng Tzy (2001) Mixed Chorus/Piano
- 《十六又四分之三個月亮》 16 3/4 Moons (2003) Xiao/Pipa/String Quartet
- 《沉思瞬間》 The Contemplative Moment (2003) Zheng Solo
- 《夏夜河堤》 The River Bank of Summer Evening (2003-04) Piano Solo
- 《詩與死》 Poem and Utterance (2004) Fl./Cl./2 Perc./Pno./Vla./Cb.
- 《定風波》 Ding Feng Bo (2004) Mixed Chorus/Piano
- 《五月．白華》 May, the White Flower" (2004) Ob./Pipa/Vc.
- 《子夜醉歌》 The Drunk Song of Midnight (2004) Di/Erhu/Pipa/Zheng
- 《東山之弦》 The Mind of Crescent Moon (2004) Concerto for Violin and Orchestra
- 《在遠方明滅之...》 What's Twinkling in the Distance (2005) Cl./Bsn./Trb./Perc./Hrp./Vln./Vc.
- 《港夜》 Harbor Nocturne (2006) Mixed Chorus/Piano
- 《古老靈魂的光譜》 The Spectrum of an Ancient Soul (2006) for 7 Chinese Instruments
- 《故事》 Romance (2006-07) Mixed Chorus/Solo Sop./Solo Tenor/Piano
- 《無垠之吟》 Timeless Intonation (2007) Cl./Perc./Cb.
- 《松下》 Under the Pines (2008) for 7 Chinese Instruments
- 《...既無復山水之境》 ...since it's no more a landscape (2008) Fl./Guqin/String Trio
- 《山之聲》 Voices form the Mountains (2008) Mixed Chorus
- 《霧中殘簡》 Those Remaining Words in Nuance (2008-09) Soprano/Electronics
- 《向暝之吟》 Intoning toward the Twilight (2009) Chamber Ensemble
- 《北方花園》 Jardin du Nord (2009) Di/Sheng/Pipa/Db./Zheng/2 Erhus